# Rue Ginette-Neveu
La rue Ginette-Neveu est une voie du 18e arrondissement de Paris, en France.

## Situation et accès
La rue Ginette-Neveu est une voie publique située dans le 18e arrondissement de Paris. Elle débute rue Francis-de-Croisset et se termine au 32, avenue de la Porte-de-Clignancourt.

## Origine du nom

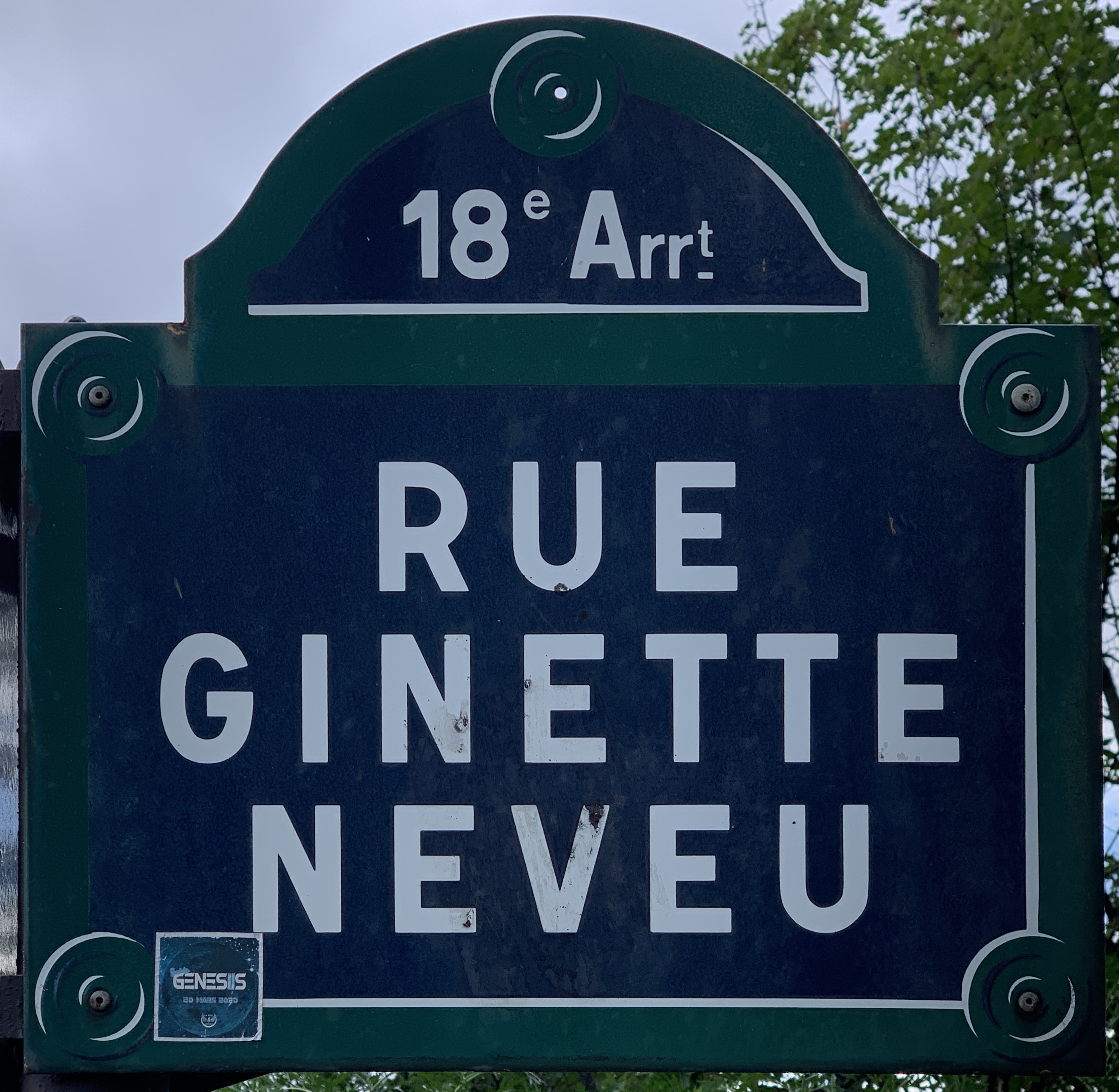
Plaque de la rue.

La rue a été nommée en hommage à la violoniste française Ginette Neveu (1919-1949).

## Historique
Cette rue est ouverte dans la zone non ædificandi par la ville de Paris, à partir de l'avenue de la Porte-de-Clignancourt, sous sa dénomination actuelle par un arrêté  du 21 mai 1956.
Une partie de cette voie a été incorporée à la rue Francis-de-Croisset par un arrêté du 28 août 1964.